# Úlpia (avó de Adriano)

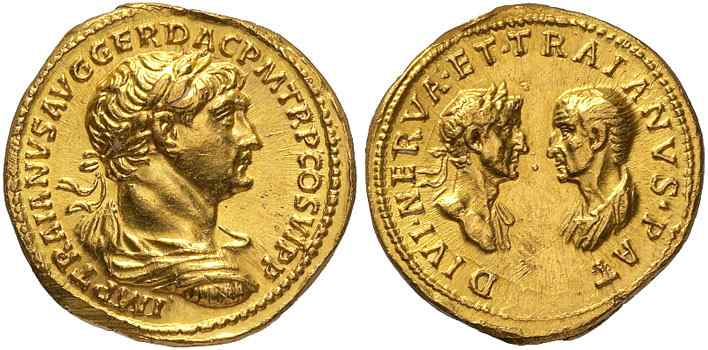
Áureo romano cunhado no reinado de Trajano, por volta de 115 O reverso comemora tanto o pai biológico do imperador, Marcos Úlpio Trajano, irmão de Úlpia, quanto o adotivo, o imperador deificado Nerva.

Úlpia (c. 31 - antes de 86) foi uma nobre romana da gens Úlpia de origem hispânica do século e avó do imperador Adriano.

## História
Sua mãe é desconhecida, mas sabe-se que os seus ancestrais paternos se mudaram da Itália para a região da Itálica (perto de onde hoje está Sevilha, na Espanha) no final do século III a.C. Úlpia teve pelo menos um irmão, o senador Marcos Úlpio Trajano, que se distinguiu como soldado e general, o primeiro da família a se tornar senador e pai biológico de Trajano, filho adotivo e sucessor de Nerva.
Úlpia se casou com o senador Públio Élio Adriano Marulino, um rico e aristocrático cidadão romano da gens Élia na Hispânia. O casal teve pelo menos um filho, Públio Élio Adriano Afer, que se distinguiria, como o pai, no exército e na política romana. Adriano Afer se casou com uma nobre hispânica chamada Paulina, com quem teve dois filhos, Adriano e Paulina. Úlpia era também tia-avó de Salônina Matídia e tia-bisavó da imperatriz Víbia Sabina, sogra e esposa de Adriano respectivamente.